# Hronična limfatična leukemija
Hronična limfatična leukemija (HLL) je letalna, progredijentna bolest simptomatski neprimetnog početka, koja se najčešće javlja između 45. i 70. godine života. To je bolest koja je posledica maligne proliferacije B-limfocita kod 95% pacijenata, odnosno T-limfocita kod 5% bolesnika.
Benigni (neaktivni) oblik počinje postepeno, bez ikakvih simptoma, sa povećanjem apsolutnog broja limfocita u perifernoj krvi, uz uvećanje limfnih čvorova i slezine, ili bez toga. Aktivni (agresivni) oblik bolesti se inicijalno manifestuje malaksalošću i gubitkom telesne težine, uvećanjem limfnih ćvorova i slezine kao i broja limfocita u krvi, sa razvojem anemije, granulocitopenije, trombocitopenije i učestalih infekcija praćenih povišenom telesnom temperaturom.
Dijagnoza se postavlja na osnovu pregleda periferne krvi: broj limfocita je veći od 10×109/l krvi, a u leukocitarnoj formuli ne sme biti više od 5% limfoblasta. Koštana srž je histološki hipercelularna, sa više od 30% limfocita. Limfociti periferne krvi i koštane srži su jednolikog izgleda, tzv. mali limfociti.
Tok HLL je vrlo različit, a dužina progresije zavisi kako od trajanja neaktivnih oblika, tako i od komplikacija —- infekcija (mokraćnih i disajnih puteva) i autoimunih poremećaja. Komplikacije se uglavnom kontrolišu antibioticima.
Lečenje se inicijalno vrši hlorambucilom, nakon čega se prelazi na intermitento lečenje. U sklopu lečenja se može sprovesti splenoktomija (hirurško uklanjanje slezine) što ne menja tok bolesti, ali je indikovano kod bolesnika sa hipersplenizmom, autoimunom hemoliznom anemijom i trombocitopenijom koje ne reaguju na date lekove. Kod velikog broja bolesnika značajno poboljšanje postignuto je terapijom zračenjem.
|  | Molimo Vas, obratite pažnju na važno upozorenje u vezi sa temama iz oblasti medicine (zdravlja). |